# Maneschijn over de haven van Boulogne
Maneschijn over de haven van Boulogne (Frans: Clair de lune sur le port de Boulogne) is een schilderij van Édouard Manet. Hij schilderde het in 1868 of 1869 in Boulogne-sur-Mer. Tegenwoordig maakt het deel uit van de collectie van het Musée d'Orsay in Parijs.

## Voorstelling
Voor de opkomst van de Côte d'Azur bracht de Parijse elite de zomer vaak door aan de kust van het Kanaal. Zo verbleef Manet, die uit een welgestelde familie kwam, een aantal maal in Boulogne, waar hij veel zeegezichten schilderde. In 1868 of 1869 logeerde de schilder in het Hôtel Folkestone, dat uitkeek over de haven. Hier ontstond Maneschijn over de haven van Boulogne, dat Manet later in zijn atelier verder uitwerkte. Hoewel het schilderij vaak gedateerd wordt op 1869, is 1868 waarschijnlijker, omdat het werk aan het begin van de zomer van 1869 al op een tentoonstelling in Brussel te zien was.
Het schilderij kan als een hommage aan de Nederlandse landschapschilderkunst gezien worden en in het bijzonder aan Aert van der Neer. Manet bezat een werk van deze schilder, die was gespecialiseerd in nachtelijke taferelen. Manets losse schilderstijl is echter ver verwijderd van de nauwkeurige techniek van Van der Neer.
Maneschijn over de haven van Boulogne heeft een wat mysterieuze uitstraling. Het maanlicht schijnt over een woud van masten en zeilen in de haven. Op de kade wacht een groep van zeven vrouwen in klederdracht dicht bij elkaar de terugkomst van de vissersboten af. Wat dichter bij de waterkant staan nog enkele mannen in de schaduw.

## Herkomst
- januari 1872: gekocht door Paul Durand-Ruel in Parijs voor 800 of 1.000 Franse frank.
- 3 januari 1873: verkocht aan de bekende bariton Jean-Baptiste Faure, Parijs voor 7.000 frank.
- eind 1889: gekocht door de kunsthandelaar Camentron, Parijs voor 33.000 frank.
- 1899: verkocht aan graaf Isaac de Camondo, Parijs voor 65.000 frank.
- 1911: nagelaten aan het Musée du Louvre, waar het vanaf 1914 tentoongesteld wordt.
- 1947: overgebracht naar de Galerie nationale du Jeu de Paume.
- 1986: overgebracht naar het Musée d'Orsay.